# Снегозадержатель
Снегозадержатель – это специальная система, которая устанавливается на кровле и предназначена для удержания снега и предотвращения его сползания.
Снегозадержатель имеет две основные функции:
1. Удержание снежного покрова на кровле с целью теплоизоляции.   Снегозадержатель на крыше из металлочерепицы «в действии»

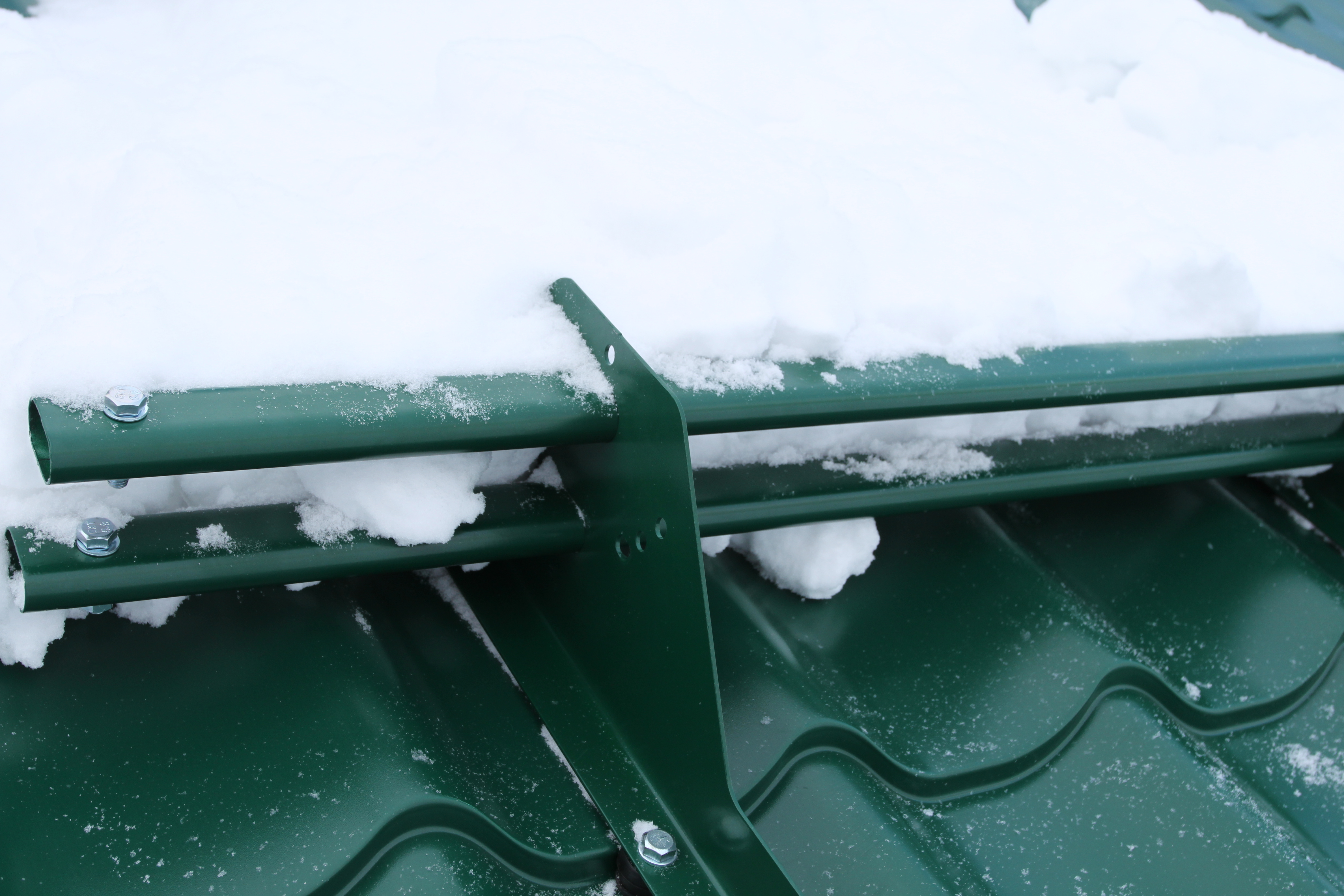
Снегозадержатель на крыше из металлочерепицы «в действии»

2. Предотвращение внезапного схода снежной массы с кровли при её таянии.

## Конструктивные виды
Современные снегозадержатели можно разделить на два вида конструкций:
1. Конструкции, пропускающие сквозь себя снежные массы.
2. Конструкции, не пропускающие сквозь себя снежные массы (снеговые барьеры).

Назначение первого вида конструкций заключается в поэтапном пропуске снежных масс сквозь себя и при этом снижении кинетической энергии сползающей снежной массы до безопасного уровня.
Назначение снеговых барьеров заключается в абсолютном препятствии схода снежных масс  с кровли в каком-либо виде. 

## Типы
Снегозадержатели, пропускающие снежные массы, можно разделить на несколько видов: 
1. Трубчатые снегозадержатели,

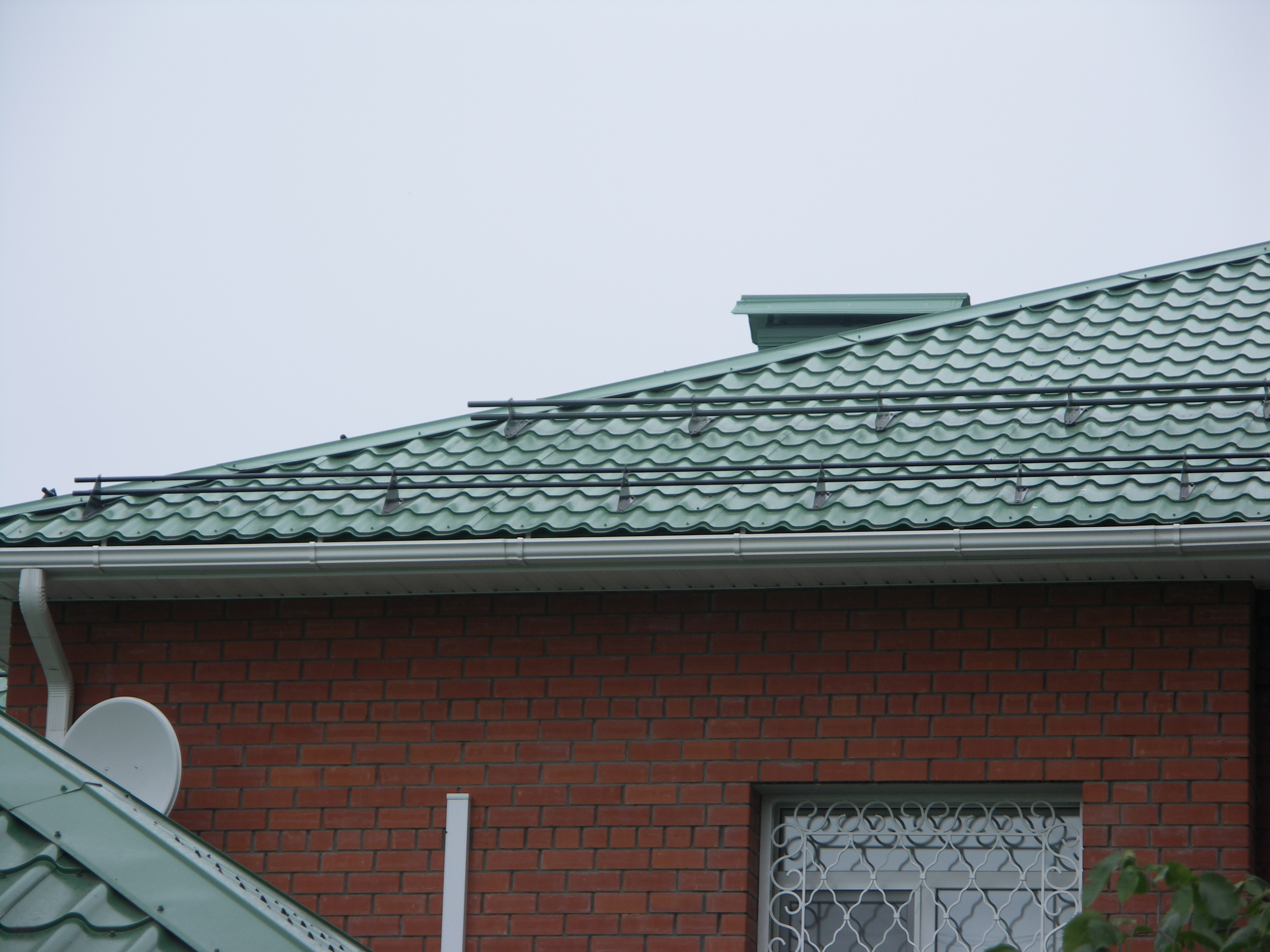
Трубчатые снегозадержатели для плавного схождения снежных масс

2. Решетки,
3. Снегозадержатели для мягкой кровли («зубы»).

Снегозадержатели, не пропускающие снежные массы, можно разделить на несколько видов:
1. Снеговые «брёвна» для кровли,
2. Снеговые планки для кровли.

## Принцип действия
- Трубчатые снегодержатели и решетки-снегозадержатели благодаря своей пропускной способности не позволяют накапливаться большим снежным массам на кровле. Пропуская снежные массы сквозь себя, они  позволяют сходить им с кровли вниз распластованными порциями, снижая при этом их кинетическую энергию до минимальной и предотвращая их разрушительный эффект.

Требования, предъявляемые к опорам снегозадержателей данного типа: 
1. Способность выдерживать расчетную нагрузку,
2. Механическая прочность,
3. Герметичность соединения.

Данный тип снегозадержателей может также различаться по видам кровли, для которых предназначен (снегодержатели для кровли из металлочерепицы, керамической черепицы, профилированного листа и т.п.). 
Рекомендации по применению данного типа снегозадержателей: 
1. На медную кровлю необходимо устанавливать только снегозадержатели из меди.
2. Трубы снегозадержателей должны иметь овальную форму, т.к. такой профиль позволяет им противостоять наиболее эффективно критическим нагрузкам без высокой деформации.

- Снегозадержатели для мягкой кровли («зубы») представляют собой оригинальную конструкцию, разработанную исключительно для мягкой кровли. Мягкие битумные кровли по причине своей незначительной теплопроводности и защитной посыпки позволяют накапливаться на кровле значительным снежным массам. Данный вид снегозадержателей может использоваться как дополнительная страховка от схождения снежной массы с мягкой кровли.
- Снеговые барьеры для кровли по своему принципу действия не пропускают вниз с кровли ни одной снежинки. Эффективность данного вида снегодержателей ограничена их высотой. Подобные снегодержатели можно использовать только на кровлях, которые не способствуют накоплению и задерживанию снежных масс: керамическим, цементно-песчаным и т.д.

## Монтаж
Монтаж снегозадержателей производится в процессе монтажа кровли.  Во избежание нарушения гидроизоляции кровли в качестве уплотнителя используются надёжные резиновые прокладки. Расстояние между креплениями определяется в зависимости от угла наклона и ската кровли. В случае, если крыша  имеет большой угол наклона и крутой скат, снегозадержатели устанавливаются в несколько рядов. Кронштейны снегозадержателей крепятся за обрешетку крыши во избежание разрушения крыши при внезапном и объёмном сходе снежных масс.

## Преимущества
- дополнительная теплоизоляция кровли;
- равномерное распределение снеговой нагрузки на кровельную систему;
- идеальное решение против обрушения снежной массы;
- равномерное таяние снега;
- эстетичный вид кровли;
- обеспечение безопасности людей;
- снижения уровня возможного ущерба для близлежащих строений и территорий.

## Читайте также
- Кровля
- Металлочерепица
- Кровельные материалы